# Federació Internacional de Societats de la Creu Roja i de la Mitja Lluna Roja
La Federació Internacional de la Creu Roja i la Mitja Lluna Roja (FICR) és una organització d'ajuda humanitària mundial que arriba a 160 milions de persones cada any a través de les seves Societats Nacionals de 192 membres. Actua abans, durant i després de desastres i emergències sanitàries per atendre les necessitats i millorar la vida de les persones vulnerables. Ho fa amb imparcialitat pel que fa a la nacionalitat, raça, gènere, creences religioses, classe i opinions polítiques.
La FICR forma part del Moviment Internacional de la Creu Roja i de la Mitja Lluna Roja juntament amb el Comitè Internacional de la Creu Roja (CICR) i 192 Societats Nacionals de la Creu Roja i la Mitja Lluna Roja. La força de la FICR rau en la seva xarxa de voluntaris, l'experiència comunitària i la independència i neutralitat. Treballa per millorar els estàndards humanitaris, com a socis en el desenvolupament i en resposta a desastres. Persuadeix els qui prenen decisions perquè actuïn en interès de les persones vulnerables. Treballa per permetre comunitats sanes i segures, reduir les vulnerabilitats, reforçar la resiliència i fomentar una cultura de pau a tot el món.